# Rhamnus heterophylla
Rhamnus heterophylla är en brakvedsväxtart som beskrevs av Oliver. Rhamnus heterophylla ingår i släktet getaplar, och familjen brakvedsväxter. Inga underarter finns listade i Catalogue of Life.